# Gampsocera nubecula
Gampsocera nubecula är en tvåvingeart som beskrevs av Meijere 1913. Gampsocera nubecula ingår i släktet Gampsocera och familjen fritflugor. Inga underarter finns listade i Catalogue of Life.